# Studnia (skała)
Studnia – skała na Wyżynie Częstochowskiej w obrębie Wyżyny Krakowsko-Częstochowskiej. Znajduje się w lesie po północnej stronie zabudowanego obszaru Zastudnia, administracyjnie w obrębie wsi Suliszowice w województwie śląskim, w powiecie myszkowskim, w gminie Żarki. W lesie, nieco na północ od najbardziej na wschód wysuniętego domu Zastudnia, na niewielkim wzniesieniu jest grupa kilku skał. Największa z nich to Studnia. Na niej, a także na rysie na skale Przecięta uprawiana jest wspinaczka skalna.

## Drogi wspinaczkowe
Studnia to zbudowany z twardych wapieni skalistych ostaniec o połogich lub pionowych ścianach. W 2017 i 2018 roku wspinacze skalni poprowadzili na niej 8 dróg wspinaczkowych o trudności od III do VI w skali polskiej. Część z nich ma stałe punkty asekuracyjne: ringi, boldy (b) i stanowiska zjazdowe (st), na niektórych wspinaczka tradycyjna (trad).

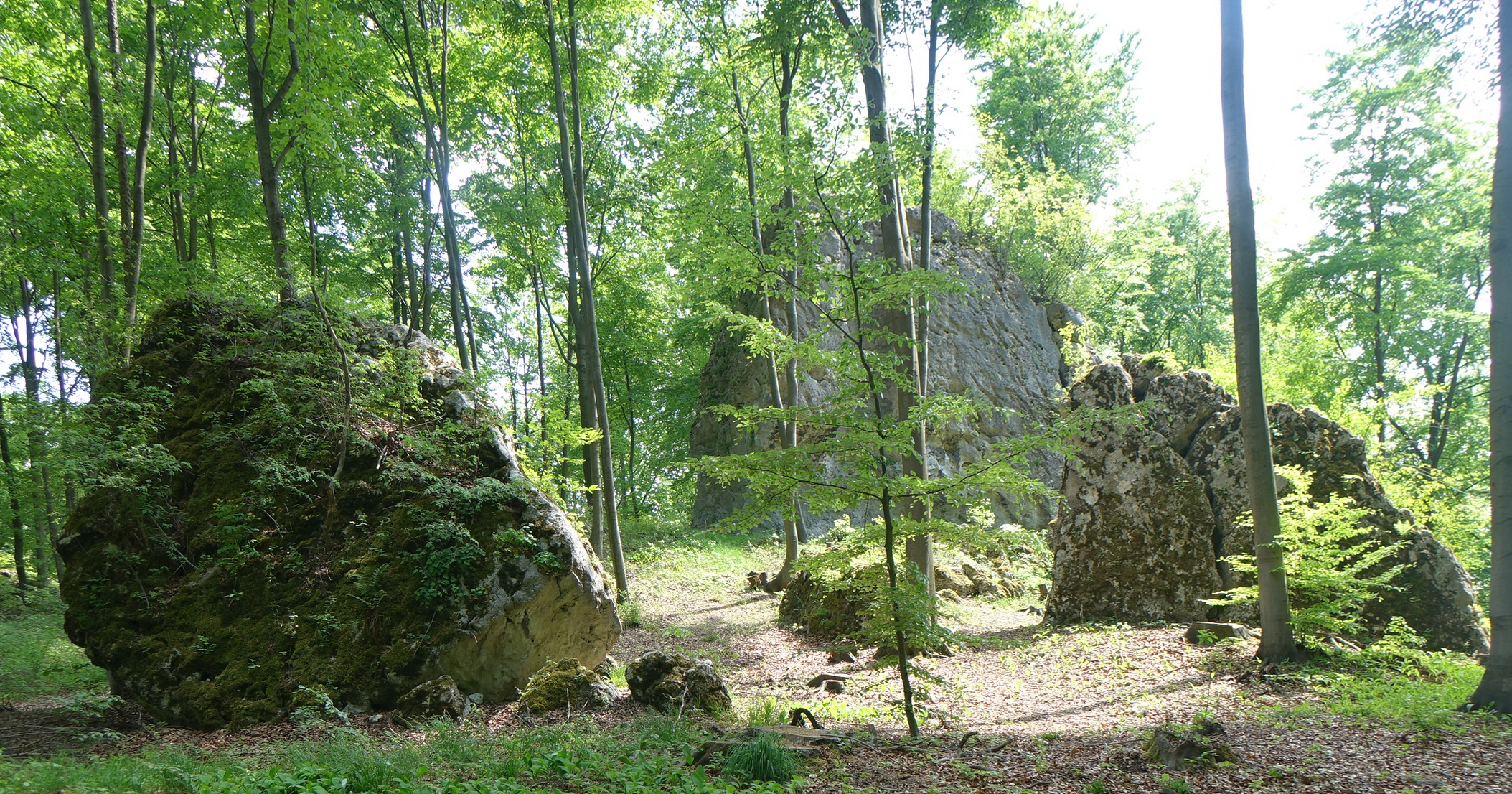
Studnia i inne
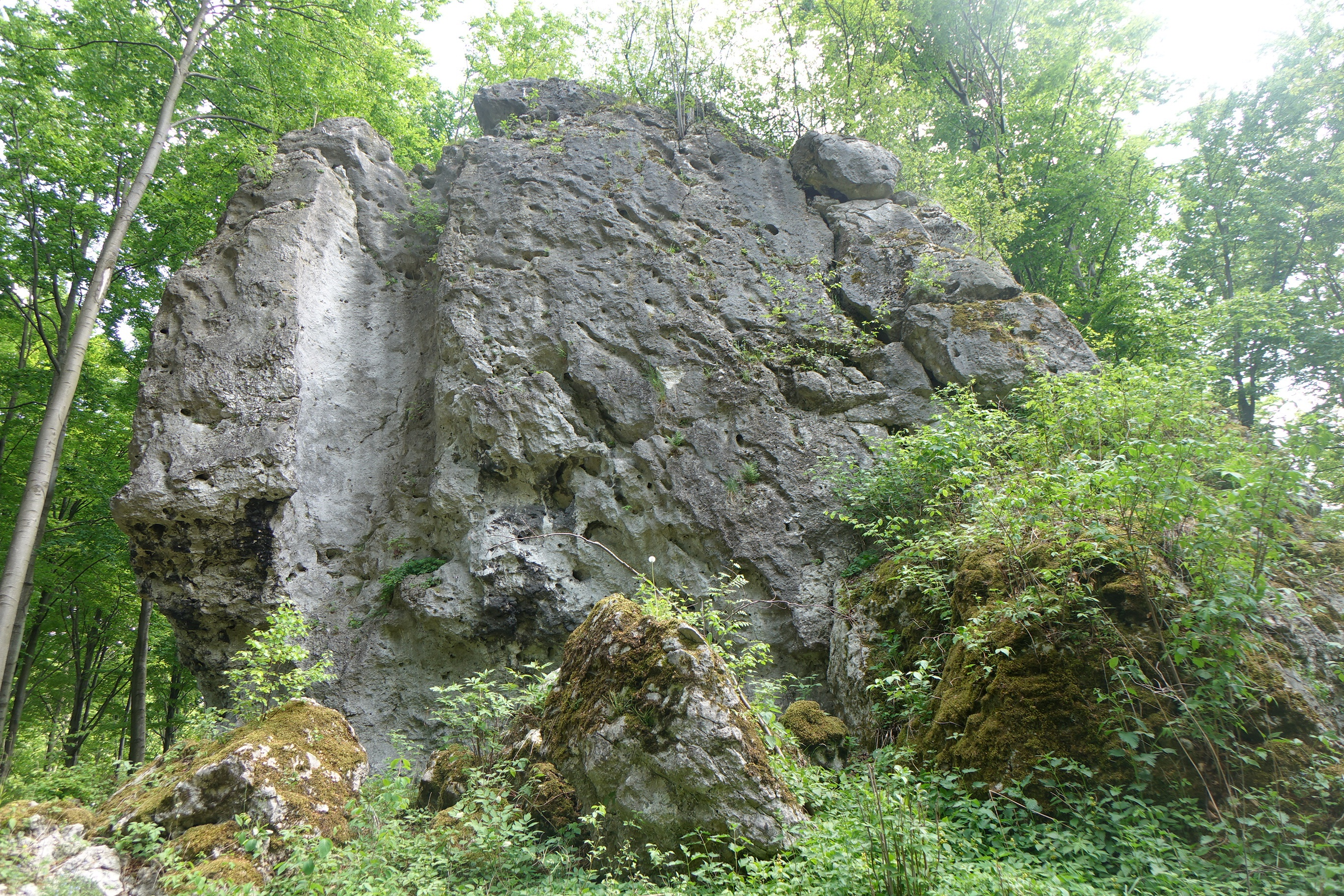
Studnia
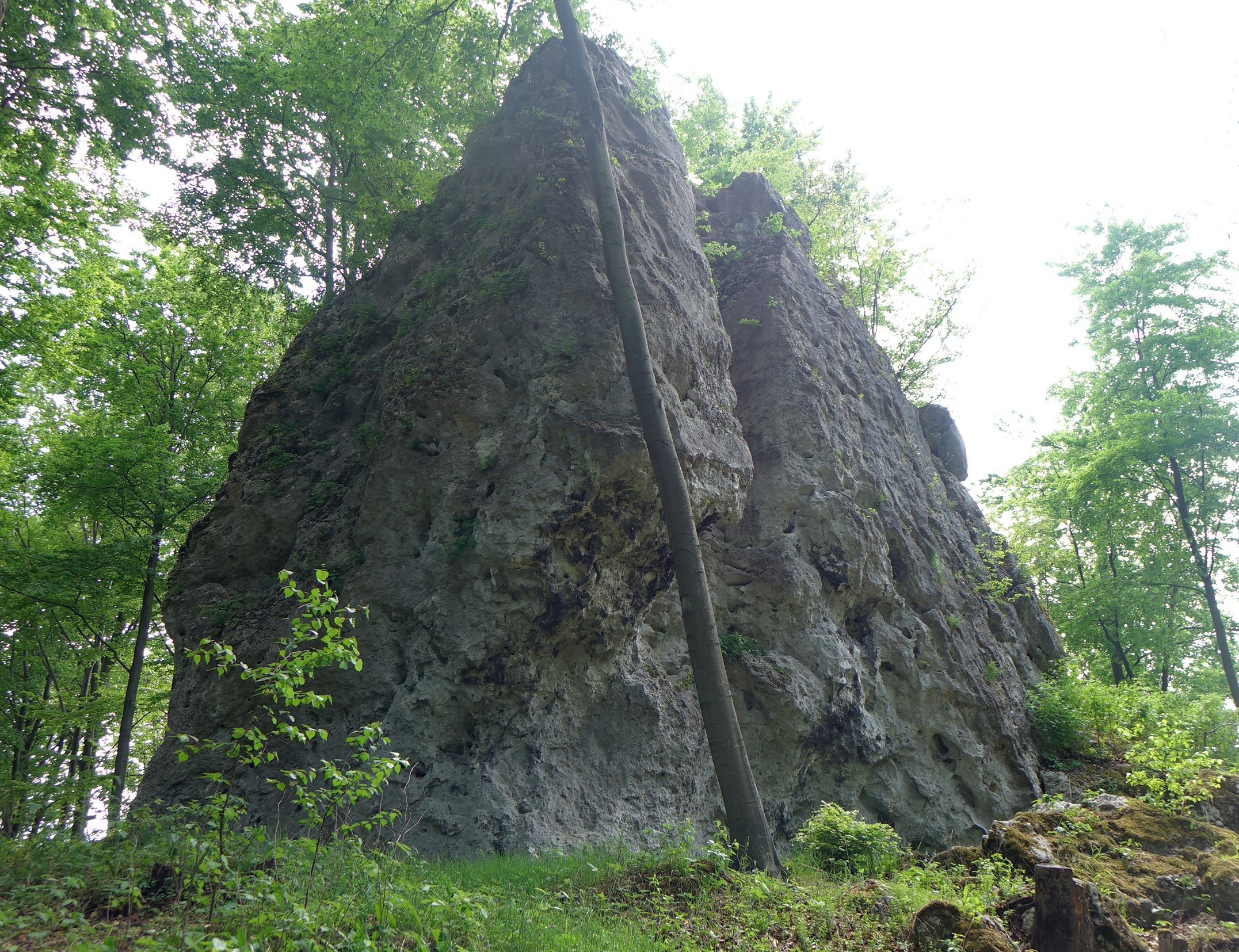
Studnia
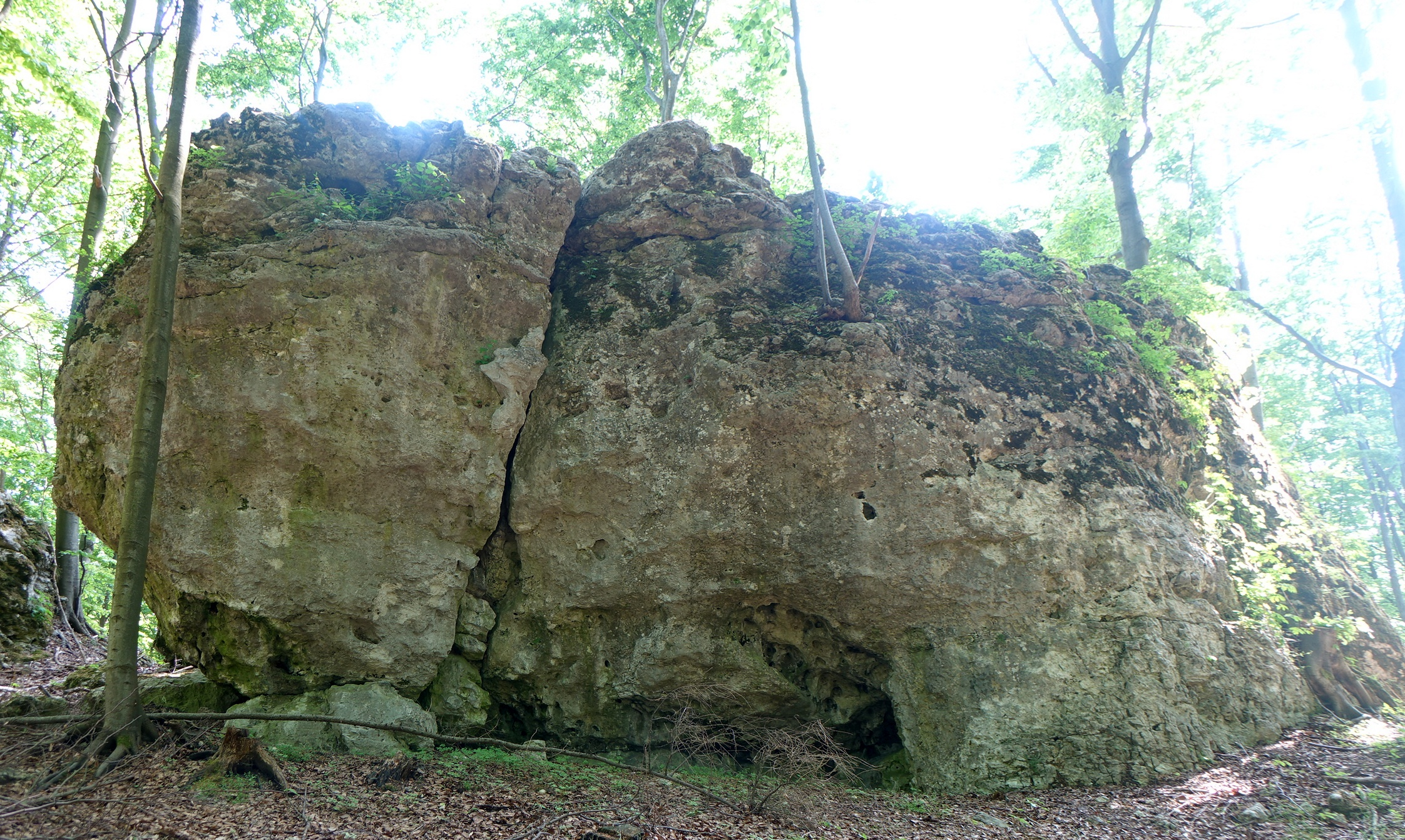
Przecięta

Studnia
1. Kropelka; III, trad + st
2. Kałuża; IV+, trad + st
3. Żuraw; VI.2, 4r + st
4. Kant Studni; VI, 4r + st
5. Studnia; V, trad
6. Kokotek; V, 4r + st
7. Wiadra; V, trad + st
8. Chochle; III+, trad[1]

Przecięta
1. Przecięcie; IV, trad[3].

- Studnia i inne
- Studnia
- Studnia
- Przecięta